# 1368 Нумідія
1368 Нумідія (1368 Numidia) — астероїд головного поясу, відкритий 30 квітня 1935 року.
Тіссеранів параметр щодо Юпітера — 3,405.